# Städtisches Museum Braunschweig
Das 1861 gegründete Städtische Museum Braunschweig (SMBS) ist mit seiner Sammlung von über 270.000 Objekten zur braunschweigischen Geschichte eines der größten kunst- und kulturgeschichtlichen Museen Deutschlands.

## Geschichte

### Der Sammlerverein der Ehrlichen Kleiderseller
Durch eine Bürgerinitiative im Vorfeld der Jahrtausendfeier der Stadt 1861 wurde die Gründung einer Sammlung kultureller und künstlerischer Leistungen der Bürger Braunschweigs vorbereitet. Der Historiker und Privatgelehrte Carl Schiller gründete dazu 1859 einen Sammlerverein, der erhaltenswerte Gegenstände im Herzogtum Braunschweig zusammentrug. Die in Anlehnung an die damaligen Altwarenhändler, die „Kleiderseller“, als „Die ehrlichen Kleiderseller zu Braunschweig“ bezeichnete Vereinigung besteht bis heute. Das 1861 eröffnete Stadtarchiv und die Stadtbibliothek wurden am 1. Mai 1865 durch das Städtische Museum Braunschweig ergänzt. Die zunächst im Neustadtrathaus eingerichtete Sammlung wurde durch Carl Schiller († 1874) ehrenamtlich geleitet, der als Gründer des Museums angesehen werden kann. Er stiftete dem Museum seine umfangreiche Privatsammlung.

### Neubau am Löwenwall im Jahr 1906; Museumsleitung

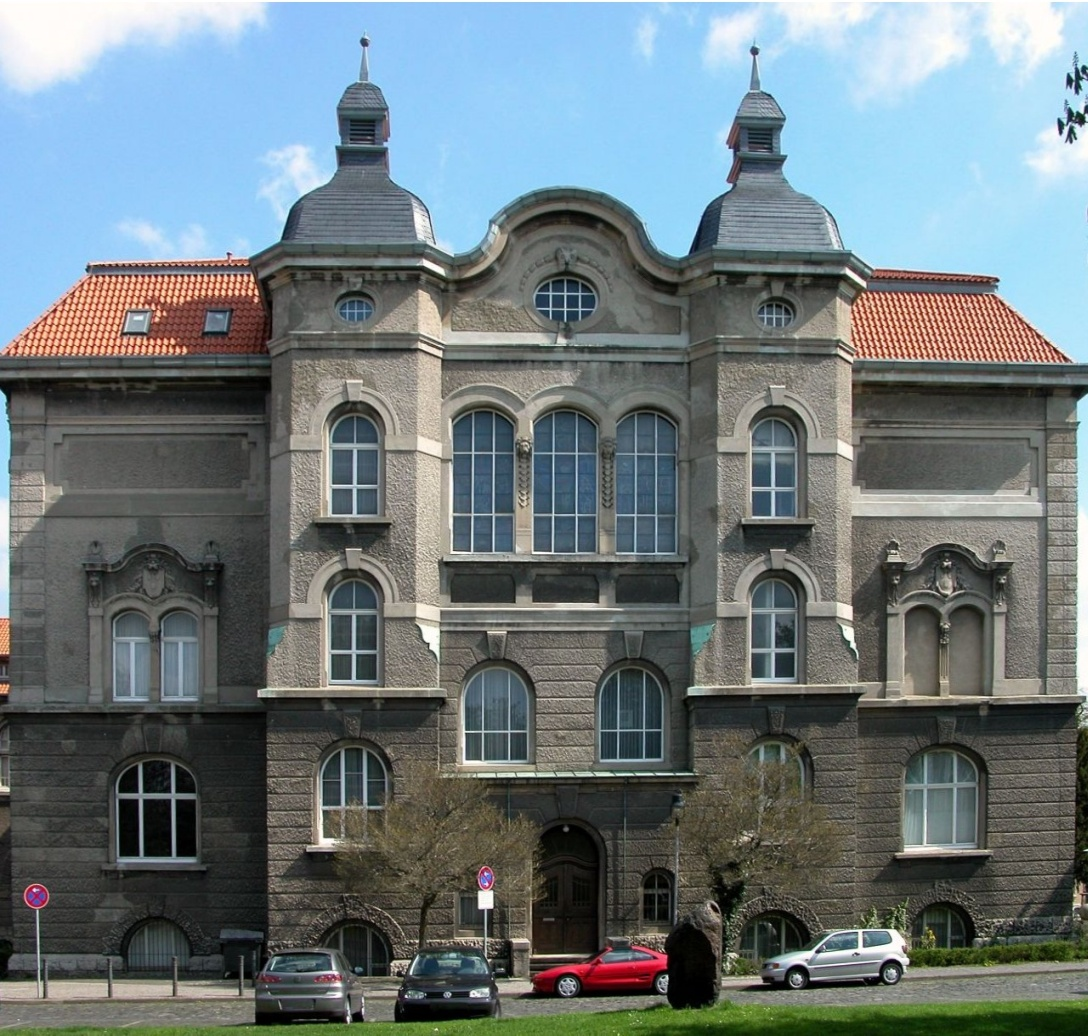
Ansicht von Südwesten

Erster hauptamtlicher Direktor wurde 1898 Franz Fuhse, unter dessen bis 1932 dauernder Leitung der 1906 durch Max Osterloh geschaffene Neubau am Löwenwall bezogen wurde. Der Bau wurde durch private Spenden, insbesondere des Braunschweiger Kaufmanns, Weltreisenden und Sammlers Carl Götting († 1899) ermöglicht. Von 1932 bis 1952 war der Historiker und angesehene Numismatiker Wilhelm Jesse († 1971) Direktor des Museums. Unter der von 1953 bis 1977 dauernden Museumsleitung Bert Bilzers († 1980) wurde 1976 ein umfangreicher Umbau abgeschlossen. Dem langjährigen Museumsdirektor Gerd Spies (1977–2003) folgte am 1. März 2003 Martin Eberle. Nach dessen Wechsel zur Stiftung Schloss Friedenstein Gotha im Jahre 2007 übernahm Kurt Winkler die Leitung. Dieser verließ das Museum im Jahre 2008. Nach kommissarischer Leitung durch die bis dahin stellvertretende Leiterin Erika Eschebach übernahm Cecilie Hollberg von 2010 bis 2015 die Direktion. Ihr folgte kommissarisch Heidemarie Anderlik. Seit 1. Februar 2017 amtiert Peter Joch als Direktor.
Seit dem Jahr 2004 besteht der Förderverein „Freunde des Städtischen Museums Braunschweig e. V.“ Nach einer vierjährigen Umbau- und Renovierungsphase wurde das Museum am 30. Juni 2012 wieder eröffnet.
2022 wurde das Museum zum dritten Mal mit dem Museumsgütesiegel des Museumsverbands Niedersachsen und Bremen e. V. ausgezeichnet.

## Sammlungen

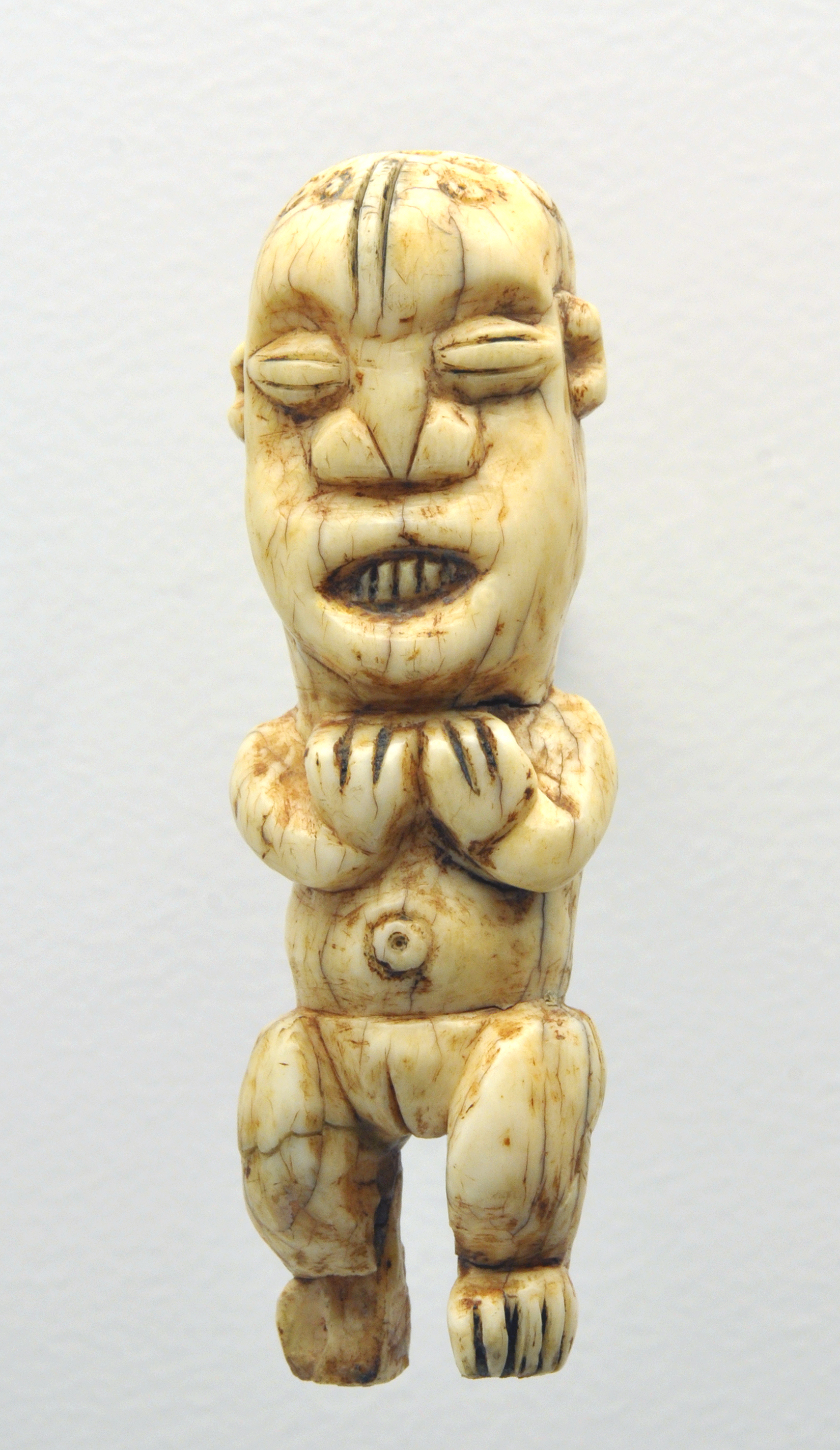
Diese Frauenfigur aus Elfenbein ist ein Amulett mu po aus dem Kameruner Grasland, Bamunkung. Das Amulett befindet sich in der Sammlung Kurt Strümpell im Städtischen Museum Braunschweig.

### Hauptgebäude am Löwenwall
Das Städtische Museum Braunschweig zeigt im Haus am Löwenwall seit der Wiedereröffnung 2012 die folgenden Abteilungen.
- In der „Gemäldegalerie“ werden Werke des 18.–20. Jahrhunderts gezeigt, wobei ein Schwerpunkt bei Braunschweiger Malern wie Pascha Johann Friedrich Weitsch und dessen Sohn Friedrich Georg Weitsch liegt.
- In der Abteilung „Kunsthandwerk“ werden Beispiele der Braunschweiger Möbelkunst, Silberarbeiten, Fürstenberger Porzellan, Braunschweiger Fayencearbeiten und Stobwassersche Lackarbeiten präsentiert.
- Die ausgestellten historischen „Musikinstrumente“ entstammen zu einem großen Teil den Schenkungen der Braunschweiger Klavierbaufirma Grotrian-Steinweg. Darunter befindet sich ein 1879 hergestellter Hammerflügel aus dem Besitz der Pianistin Clara Schumann. Es wird ein repräsentativer Überblick über Instrumente der Braunschweiger Geigenbauerfamilie Rautmann gezeigt.
- Die mehr als 8.000 Objekte zählende Abteilung „Ethnologie“ zeigt außereuropäische Ahnenmasken und -figuren, Keramiken und Metallarbeiten. Die ethnologische Sammlung wurde von 1893 bis 1903 durch Richard Andree und von 1904 bis 1917 durch Otto Finsch betreut.
- Die „Formsammlung Dexel“ wurde von 1942 bis 1955 von dem Maler und Grafiker Walter Dexel (1890–1973) im Auftrag der Stadt Braunschweig aufgebaut und geleitet. Die Leitung übernahm 1955 sein Sohn Thomas Dexel, der die Sammlung auch um modernes Gebrauchsgerät erweiterte. Die Bestände umfassen einfache Gebrauchsgegenstände von der Antike bis zur Gegenwart. Die Formsammlung ist seit 1963 Bestandteil des Städtischen Museums. Während bis 2002 eigene Ausstellungsräume in der Villa Gerloff am Löwenwall 16 zur Verfügung standen, sind die Bestände heute in der Dauerausstellung des Städtischen Museums zu besichtigen.

Außerdem befinden sich folgende Sammlungen im Städtischen Museum Braunschweig:
- Die „Graphische Sammlung“ enthält ungefähr 50.000 Arbeiten auf Papier, darunter 10.000 Zeichnungen. Der Schwerpunkt liegt auf der Künstlergraphik des 19., 20. und 21. Jahrhunderts. Es werden insbesondere Graphiken von Braunschweiger Künstlerinnen und Künstlern bzw. Ansichten der Stadt gesammelt. Außerdem gibt es einen kleinen Bestand altmeisterlicher Graphik. Ein elementarer Bestandteil ist der zeichnerische Nachlass des Architekten Peter Joseph Krahe (1758–1840), der seit 1955 im Städtischen Museum Braunschweig verwahrt wird. Neben rund 850 eigenhändigen Zeichnungen Krahes gehören ca. 450 Zeichnungen anderer Künstler zum Nachlass Krahe. Eine weitere Besonderheit der Graphischen Sammlung ist das Gästebuch des Sammlers Otto Ralfs (1892–1955). In dem Album befinden sich Zeichnungen von Künstlern der Klassischen Moderne, wie beispielsweise Lyonel Feininger, Alexej Jawlensky oder Wassily Kandinsky. Nach Voranmeldung können Zeichnungen und Druckgraphiken angesehen werden.
- Die „Skulpturensammlung“ beinhaltet vor allem Werke des 19. und 20. Jahrhunderts.
- Die „Numismatische Sammlung“ umfasst unter anderem 70.000 Münzen und Medaillen sowie 16.000 Geldscheine und stellt damit eine der größten Münzsammlungen Norddeutschlands dar.
- In der „Technischen Sammlung“ werden Fotoapparate der Braunschweiger Hersteller Rollei und Voigtländer, medizinische Instrumente, Waffen, Uhren und Rechenmaschinen präsentiert.
- Bäuerliche Trachten, Schmuck und Gebrauchsgegenstände aus dem Braunschweigischen Raum zeigt die Abteilung „Volkskunde“.

### Altstadtrathaus
Im Altstadtrathaus wird seit 1991 die Dauerausstellung „Geschichte der Stadt Braunschweig“ präsentiert. Gezeigt werden die Bereiche Stadtwerdung (9. Jahrhundert – 1227), Bürger- und Hansestadt (1227–1671), Residenzstadt (1671–1830), Industriestadt (1830–1945) und Sonderausstellungen. Das Museum wird durch ehrenamtliche Mitarbeiter unterstützt.

### Stiftungen und Schenkungen
Das Museum erhielt bis in die jüngste Zeit umfassende Schenkungen:
- ab 1868 Braunschweiger Kunstverein (Gemälde)
- 1883 Sammlung Löbbecke (Gemälde)
- 1899 Sammlung Theodor Steinweg (Musikinstrumente)
- 1899 Sammlung Hollandt (Gemälde)
- 1899 Sammlung Götting (Ethnologie)
- 1902–1907 Kamerun-Sammlung Strümpell (Ethnologie)
- 1910 Sammlung Vasel (Braunschweiger Lackkunst)
- 1911 Sammlung Jüdel (Volkskunde, Judaica)
- 1912 Sammlung Herzog Johann Albrecht (Ethnologie)
- 1929 Griepenkerlsche Stiftung (Gemälde)
- 1937 Sammlung Bierbaum (Gemälde)
- 1938 Sammlung Heydenreich (Gemälde)
- 1972 Sammlung Schmücking (Graphik)
- 1976 Sammlung Hofmann-Eckensberger (Münzen)
- 1983 Sammlung Kuhrmeyer (Münzen)
- 1985 Stiftung Grotrian-Steinweg (Musikinstrumente)
- 2001 Sammlung Buchler (Silber)
- 2004 Sammlung Dexel (Kunsthandwerk)
- 2005–2012 Sammlung Bönsch (Klassische Moderne), 2012 zurückgezogen

Kunststiftung Sammlung Bönsch
Die 2005 integrierte Sammlung des Wolfsburger Ehepaars Hans-Joachim und Elisabeth Bönsch bestand aus rund 3.500 Gemälden, Skulpturen und Graphiken, insbesondere der Klassischen Moderne. Die Exponate wurden vom 2. April 2008 an dauerhaft in der für 1,5 Millionen Euro umgebauten und sanierten ehemaligen Stadtbibliothek gezeigt, die 2007 in den Neubau des Braunschweiger Residenzschlosses umgezogen war. Es gab zahlreiche Ausstellungen, darunter von April bis Juli 2008 eine Max-Liebermann-Ausstellung. 2012 wurde der Vertrag von Seiten der Bönschs gekündigt; die Sammlung wurde nach Köln gebracht.

## Veranstaltungen
Das Städtische Museum Braunschweig präsentierte in seiner Geschichte zahlreiche Sonderausstellungen, die auch überregionale Beachtung fanden (Auswahl):
- 1981: 25. April bis 11. Oktober 1981: Brunswiek 1031 – Braunschweig 1981. Die Stadt Heinrichs des Löwen von den Anfängen bis zur Gegenwart.
- 1985: 24. August bis 24. November 1985: Braunschweig. Das Bild einer Stadt in 900 Jahren.
- 1989: 8. Oktober bis 12. November 1989: Götz von Seckendorff (1889-1914), Ausstellung zum 100. Geburtstag des Braunschweiger Künstlers
- 2000: 16. April bis 2. Juli 2000: Deutsche Kunst 1933–1945 in Braunschweig. Kunst im Nationalsozialismus.
- 2013: 10. April bis 9. Juni 2013: Emil Cimiotti – Zum Greifen.
- 2014/15: 26. November 2014 bis 1. März 2015: Walter Dexel (1890–1973) – Konstruierte Welten.
- 2018: Ausstellung Wohnzimmer Europa – Kitsch und andere Fragen als gefördertes Projekt im Europäischen Jahr des Kulturerbes 2018
- 2023/24: 5. September 2023 bis 7. Januar 2024: Stars ohne Glamour – Lette Valeska. Eine Braunschweiger Fotografin in Hollywood[7]
- 2024: 23. Februar bis 19. Mai 2024: Galka Scheyer und die Blaue Vier – Kandinsky, Feininger, Klee, Jawlensky[8] Katalog aus dem Hirmer Verlag, siehe